# Adèle Esquiros
Adèle Esquiros, nacida Adèle-Julie Battanchon (París, 12 de diciembre de 1819 - 22 de diciembre de 1886) fue una escritora y periodista feminista francesa.

## Biografía
Hija de Pierre-François Battanchon, un estudiante de medicina que murió en 1860, y Marie-Rose Rouvion, que murió en 1844. Maestra y poeta, conoció a Alphonse Esquiros, un escritor romántico convertido al socialismo y a las ideas republicanas, con quien se casó en París el 7 de août de 1847 y escribió varios libros : Historia de famosos amantes y remordimientos, recuerdo de la infancia, antes de ser abandonada por su esposo en 1850.
Durante la Segunda República, fue miembro activo del Club de Mujeres fundado en avril de 1848 y de la Sociedad para la Educación Mutua de la Mujer, fundada en agosto de 1848 con Jeanne Deroin, Eugénie Niboyet y Désirée Gay . Con Eugénie Niboyet y Louise Colet, está en el origen de dos periódicos feministas, La Voix des Femmes ( 1848 ), que se llamará posteriormente L'Opinion des Femmes.
Su trabajo más notable es la respuesta a Jules Michelet, L'Amour ( 1860 ).
Miembro de la Société des gens de lettres, muere en 1886 ciega, paralizada y en la miseria, sobreviviendo apenas gracias a una pequeña ayuda de la sociedad. A su muerte dejó un activo sólo de 1827 francos.

## Obras
- Le Fil de la Vierge, Paris, V. Bouton, 1845, 70 p.
- Histoire des amants célèbres (avec Alphonse Esquiros), Paris, bureau des publications nationales, 1847
- Regrets. - Souvenirs d'enfance. - Consolation. - Jalousie, (avec Alphonse Esquiros), Paris, imprimerie de Bénard, 1849, 2 p.
- « Un vieux bas-bleu », dans Les Veillées littéraires illustrées, tome II : « Choix de romans, nouvelles, poésies, pièces de théâtre etc. etc. des meilleurs écrivains anciens et modernes », Paris, J. Bry aîné, 1849
- Les Amours étranges, Paris, A. Courcier, 1853, IV-349 p.
- « Une vie à deux », par Alphonse Esquiros. « La Course aux maris », « la Nouvelle Cendrillon », « l'Amour d'une jeune fille », « l'Échoppe du père Mitou », par Adèle Esquiros, Paris, Lécrivain et Toubon, 1859, 48 p.
- L'Amour, Paris, 1860, 107 p.
- Histoire d'une sous-maîtresse, Paris, E. Pick, 1861, 138 p.
- Les Marchands d'amour, Paris, Pick, 1865, 224 p.